# Aßweiler
Aßweiler ist ein Ortsteil der Stadt Blieskastel im Saarpfalz-Kreis (Saarland). Der Ort gehört zum Biosphärenreservat Bliesgau, einer Naturregion am Unterlauf der Blies. Bis Ende 1973 war Aßweiler eine eigenständige Gemeinde im Landkreis Sankt Ingbert.

## Geographie
Aßweiler liegt auf einer Höhe von 355 m ü. NHN an der B 423 zwischen den Nachbarorten Biesingen im Osten, Erfweiler-Ehlingen im Südwesten, Ommersheim im Westen und Seelbach im Norden am Fuß des 395 m ü. NHN hohen Hölschberges, einer der höchsten Erhebungen im Bliesgau.
In der Gemarkung des Ortes entspringt der Mandelbach, der bei Habkirchen in die Blies mündet und der Nachbargemeinde Mandelbachtal ihren Namen gab.
Partnerort ist seit dem 19. November 1988 Asswiller im Unterelsass. Asswiller wurde 1212 erstmals urkundlich erwähnt somit genau 50 Jahre früher als Aßweiler.

## Geschichte
Aßweiler wird 1262 erstmals urkundlich erwähnt. In einer Urkunde des Klosters Werschweiler wird einem Dieterich, Ritter von Bließen der Erhalt von Korn und Geld aus seinen Einkünften in verschiedenen Dörfern, darunter auch Aßweiler, bestätigt.
Am 28. Juli 1421 wird im „Weisthum des Hochgerichts Ormesheim“ zu Erfweiler die „freie Hofstatt Aßweiler“ erwähnt.
Im ausgehenden Mittelalter gehörte die Gemarkung zur Gemeinde Seelbach, im 16. und 17. Jahrhundert war sie zunächst im Besitz der Herren von Bitsch, gen. Gentersberger, danach der Herren von Eltz. Von diesen erwarben im Jahre 1660 die Freiherren und späteren Grafen von der Leyen den Bann, unter deren Verwaltung der kleine Ort bis zur französischen Revolution blieb. 1783 zählte Aßweiler gerade 88 Einwohner, darunter 10 fronpflichtige.
Ursprünglich war der Ort landwirtschaftlich geprägt, später – in der Mitte des 20. Jahrhunderts – arbeiteten fast 85 Prozent der Einwohner in den nahen Kohlengruben und Hüttenwerken.
Im Rahmen der saarländischen Gebiets- und Verwaltungsreform wurde die bis dahin eigenständige Gemeinde Aßweiler am 1. Januar 1974 der Stadt Blieskastel zugeordnet.

## Politik
Ergebnis der Bundestagswahl vom 24. September 2017.
- CDU: 43,1 %
- SPD: 30,4 %
- Die Linke: 7,3 %
- Grüne: 4,0 %
- AFD: 8,3 %
- FDP: 4,2 %
- Andere: 2,7 %

Die Wahlbeteiligung lag bei 81,2 %.

### Ortsrat
Ergebnis der Ortsratswahlen vom 25. Mai 2014:
- CDU: 52,6 %, 5 Sitze
- SPD: 47,4 %, 4 Sitze

(Stand: Mai 2014)

### Ortsvorsteher
Ortsvorsteher ist Roland Engel.

### Ortswappen
Geteilt, oben in Gold ein rotes Andreaskreuz, unten in Blau ein silberner Pfahl.
Das Andreaskreuz symbolisiert die sich in der Aßweiler Ortsmitte kreuzenden Durchgangsstraßen, der goldene Grund steht für Getreidefelder und damit für die frühere landwirtschaftliche Prägung des Ortes. Der silberne Pfahl auf blauem Grund verweist auf das Familienwappen der Grafen von der Leyen, zu deren Herrschaftsbereich Aßweiler lange Zeit gehörte.

## Sehenswertes
Funktionsbauten, Neubauten und das „Rondell“, der Kreisverkehr, an dem die Verbindungsstraßen aus Niederwürzbach und Ommersheim auf die B 423 treffen, dominieren das Ortsbild. An der Saar-Pfalz-Straße, dem Abschnitt der B 423 im Ort, stehen einige Bauernhäuser aus dem 18. Jahrhundert sowie ein Wegekreuz von 1814. Die katholische Kirche Mariä Himmelfahrt ist ein eindrucksvoller Nachkriegsbau von 1952/53 (Architekt: Wilhelm Schulte II.). Die Katholiken des Ortes gehören der Pfarrgemeinde Biesingen an, die Protestanten der Pfarrei Blieskastel.